# West Bloomfield Pro Indoor USTA Challenger 1998
Il 'West Bloomfield Pro Indoor USTA Challenger 1998, noto anche come Cadillac Pro Indoor USTA Challenger per motivi di sponsorizzazione,' è stato un torneo di tennis facente parte della categoria ATP Challenger Series nell'ambito dell'ATP Challenger Series 1998. Il torneo si è giocato a West Bloomfield negli Stati Uniti dal 2 al 7 febbraio 1998 su campi in cemento.

## Vincitori

### Singolare
Alex O'Brien ha battuto in finale  Grant Doyle con il punteggio di 4–6, 6–3, 6–4

### Doppio
Jim Thomas /  Laurence Tieleman hanno battuto in finale  Alejandro Hernández /  David Roditi con il punteggio di 7–6, 6–4